# Кала Пикола (Гросето)
Кала Пикола је насеље у Италији у округу Гросето, региону Тоскана.
Према процени из 2011. у насељу је живело 14 становника. Насеље се налази на надморској висини од 21 м.